# Accelerator (библиотека)
Accelerator — библиотека распараллеливания данных, разработанная Microsoft Research. Она позволяет писать программы с поддержкой параллельности, которые будут выполняться графическим процессором. Библиотека использует среду DirectX и программы шейдеров для взаимодействия с графическим процессором. Публичный API библиотеки доступен через использование управляемый код

## Дополнительные источники
- Accelerator @ Microsoft Research